# Gregg Wylde
Gregory Wylde, detto Gregg (Kirkintilloch, 23 marzo 1991), è un calciatore scozzese, difensore del Drumchapel Utd.

## Carriera

### Club
Dal 2009 gioca con la maglia dei Rangers, in cui ha fatto il suo debutto il 29 agosto, in Rangers-Hamilton Academical 4-1. Nel marzo 2012 ha rescisso il proprio contratto con il club di Glasgow a causa dei problemi finanziari che i Rangers stanno attraversando, assieme al compagno di squadra Mervan Çelik.

### Nazionale
Ha giocato nelle nazionali giovanili scozzesi Under-17, Under-19 ed Under-21.

## Palmarès

### Club

#### Competizioni nazionali
- Coppa di Lega scozzese: 2

Rangers: 2009-2010, 2010-2011
- Campionato scozzese: 2

Rangers: 2009-2010, 2010-2011